# 特爾希艾區
特爾希艾區是立陶宛特爾希艾縣内的市镇，位于该国西北部，行政中心为特爾希艾。市镇面積为1,439平方公里，2020年人口数量为39,317人。